# Gelderns-Nierskanaal

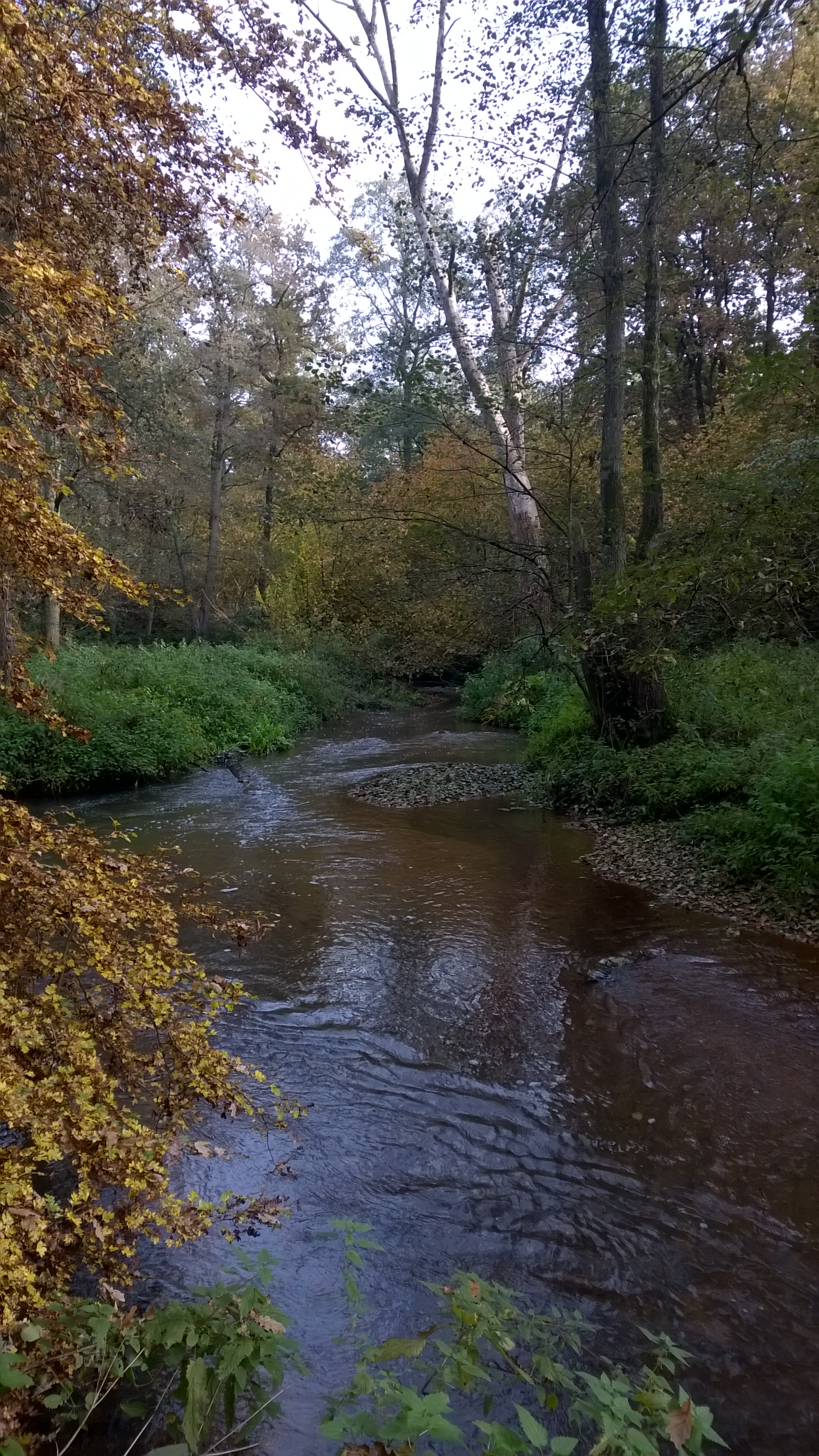
het Geldersch Nierskanaal in Nationaal park De Maasduinen

Het Gelderns-Nierskanaal (in Duitsland: Nierskanal) is een waterloop die het Duitse riviertje Niers verbindt met de Nederlandse Maas.
Het 13,6 km lange afwateringskanaal is omstreeks 1770 gegraven om piekafvoeren van de Niers op te vangen. In Geldern takt het van de Niers af en stroomt eerst in noordwestelijke, later in zuidwestelijke richting. Het loopt 9,8 km over Duits en 3,8 kilometer over Nederlands gebied.

Het Duitse deel is rechtlijnig en heeft de oorspronkelijke vorm. In Nederland werd het Gelderns-Nierskanaal de vrije loop gelaten; het is sterk gaan meanderen en heeft zich diep ingesneden in de rivierduinafzettingen. Het kanaal heeft anno 2021 het natuurlijke karakter van een kronkelende beek.

Het verval is in Nederland 8 meter. Het kanaal stroomt door Landgoed De Hamert en vormt ook een tijd de grens daarvan.
Niet duidelijk is of het Nederlandse deel gegraven is of oorspronkelijk een op zichzelf staande beek was.